# مقاطعة بسكوف
بسكوف أوبلاست هي إحدى الكيانات الفدرالية في روسيا. وتحوي المدن والقرى التالية: دنو،
غدوف،
نفل،
نوفورجف،
نوفوسوكولنيكي،
اوبوتشكا،
اوستروف،
بيتشوري،
بورخوف،
بسكوف،
بوستوشكا،
بيتالوفو،
سبج،
فيليكي لوكي،